# 伊薩薩山
42°9′48″N 2°8′47″W / 42.16333°N 2.14639°W

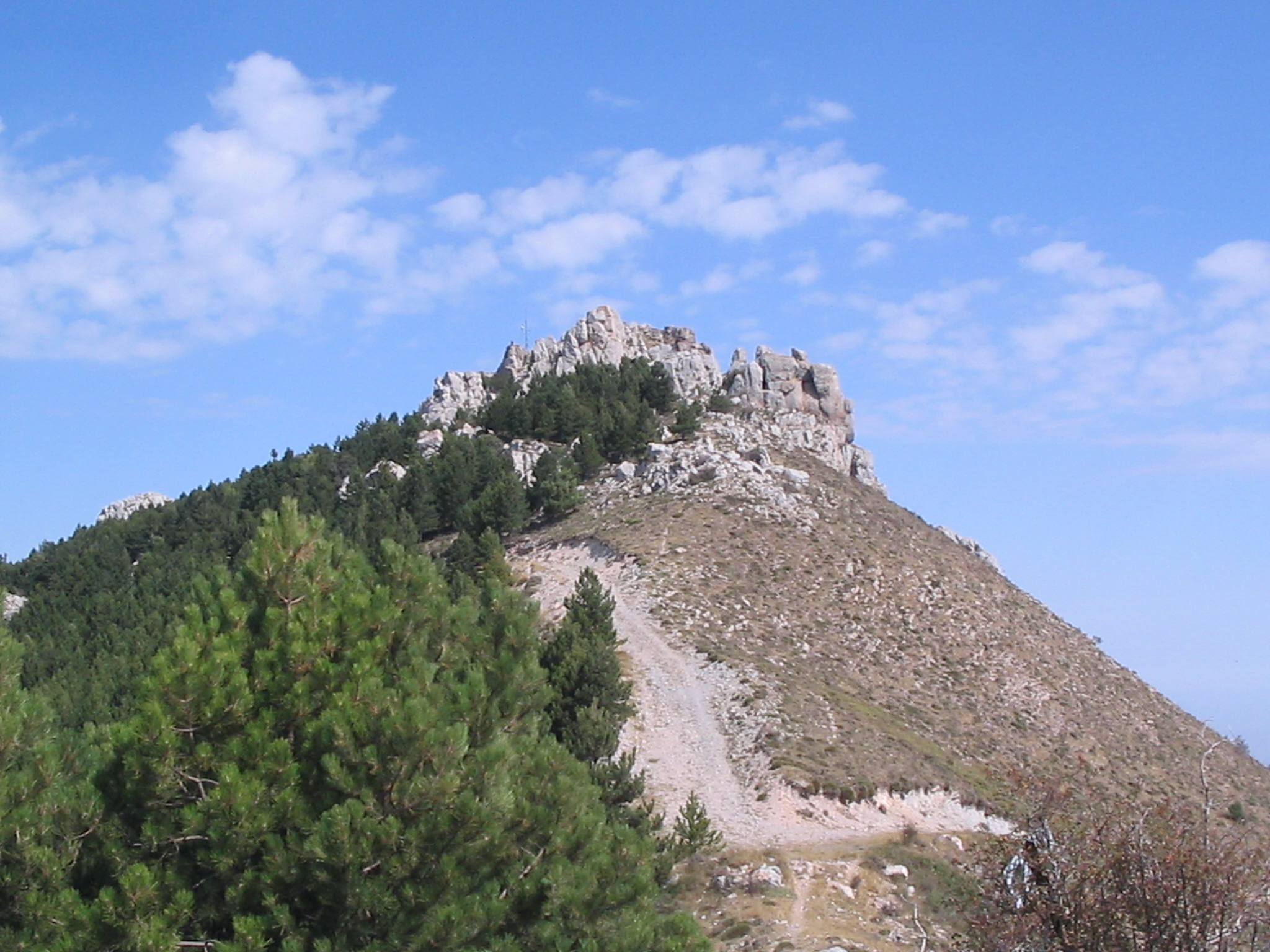

伊薩薩山（西班牙語：Peña Isasa），是西班牙的山峰，位於該國北部拉里奧哈自治區，屬於伊比利亞山脈中佩尼亞爾蒙特山脈的一部分，海拔高度1,456米。